# Biston quercii
Biston quercii es una especie de polilla de la familia Geometridae. La especie fue descrita por primera vez por Charles Oberthür en 1910 y se puede encontrar distribuido con endemismo al este de China. El sintipo de la especie fue descrita en el sector del poblado Tien-tsuen de la provincia de Sichuan. Basado en su morfología genital, la especie tiene cercana relación ancestral con la Biston falcata.

## Descripción
La línea antemedial del ala anterior es negra, ligeramente ondulada y las líneas postmediales de ambas alas son negras y dentadas. Cuenta con anchas bandas marrones presentes basalmente de la línea antemedial del ala anterior y distalmente de las líneas postmediales de ambas alas.: Notas 1  Las motas dispersas en las alas son negras, y a menudo se reúnen en una mancha negra basalmente de las líneas submarginales. La línea medial del ala posterior es negra y doble, pero se puede distinguir de otras especies porque los márgenes externos son más ondulados. La mancha discal del ala posterior está presente.
Sus antenas son bipectinadas, pero tiene la peculiaridad entre las polillas de su género de tener las ramas largas. El borde exterior del ala anterior es ondulado, mientras que el borde exterior del ala posterior se ve protruyendo entre M3 y CuA1. Cuenta con manchas terminales marrones presentes en los extremos de las alas anteriores y de las alas posteriores.